# Cuitlauzina pulchella
Cuitlauzina pulchella es una especie de orquídea epifita. Es originaria de México hasta Centroamérica.

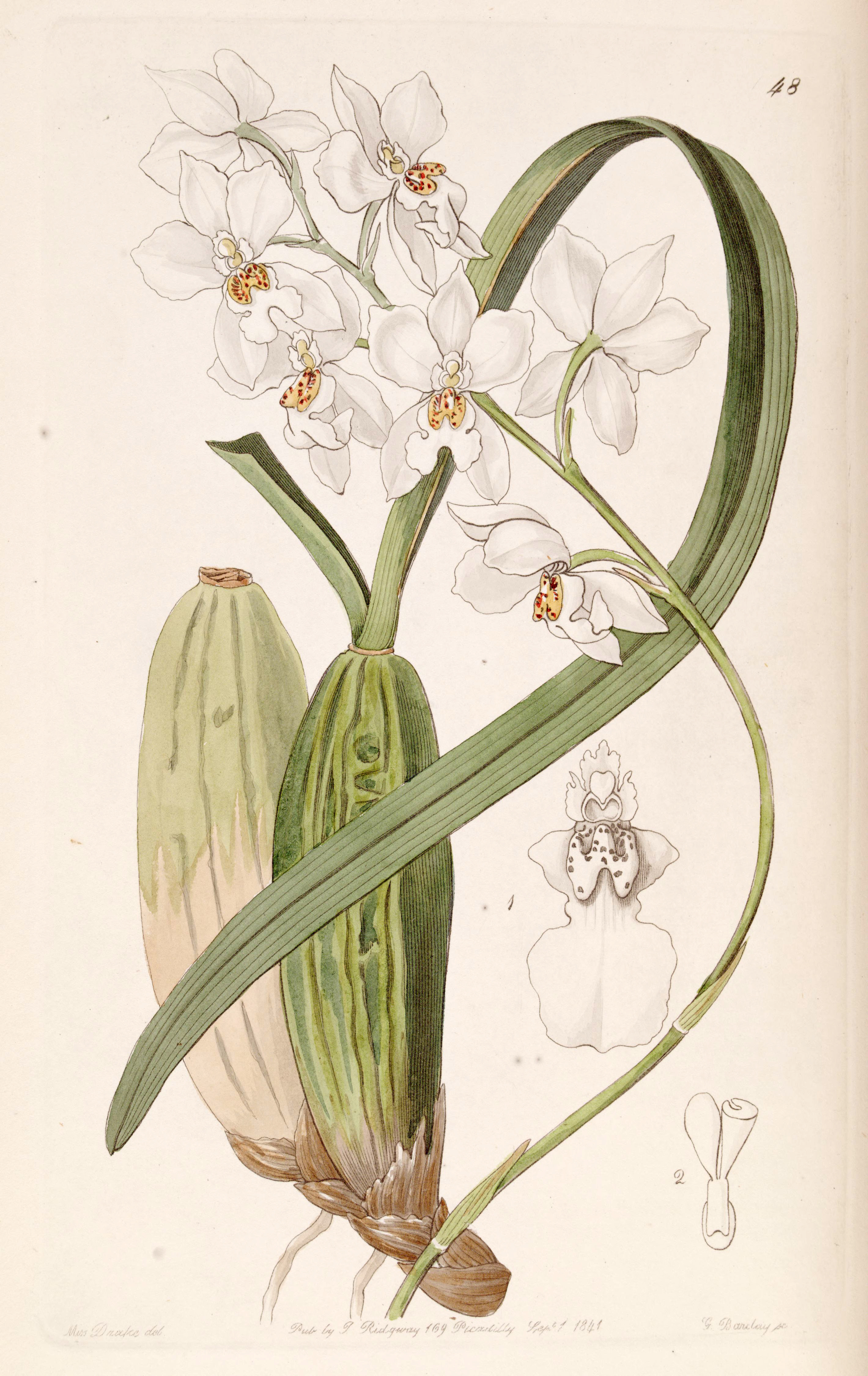
Ilustración

## Descripción
Es una planta herbácea con pseudobulbos de 9 cm de largo y 4 cm de ancho, bi-foliados. Las hojas tienen 35 cm de largo y 1,5 cm de ancho, atenuado-acuminadas. La inflorescencia es de 40 cm de largo, con 2–8 flores, con pedúnculo de 17 cm de largo, las flores blancas, ocasionalmente violeta pálidas; el sépalo dorsal de 18 mm de largo y 9 mm de ancho, los sépalos laterales de 18 mm de largo, cortados hasta la mitad o menos; los pétalos 16 mm de largo y 10 mm de ancho, acuminados o agudos; el labelo muy carnoso y de forma muy compleja, la mitad apical en ángulo recto con respecto a la mitad basal, la mitad basal lleva 2 callos grandes, amarillos con manchitas café-rojizas consistiendo de 2 carinas elevadas de 7 mm de largo.

## Distribución y hábitat
Se distribuye por México,  Guatemala, El Salvador y en Nicaragua donde  es una especie rara, se encuentra en los bosques húmedos de la zona norcentral en alturas de 1150–2200metros. La floración se produce en noviembre-enero.

## Taxonomía
Cuitlauzina pulchella fue descrita por (Bateman ex Lindl.) Dressler & N.H.Williams y publicado en Selbyana 24(1): 44. 2003.
Etimología
Cuitlauzina: nombre genérico otorgado en honor de Cuitlahuazin un caudillo mexicano hermano de Moctezuma.
pulchella: epíteto latíno que significa "preciosa"
Sinónimos
- Odontoglossum pulchellum Bateman ex Lindl., Edwards's Bot. Reg. 27: t. 48 (1841).
- Osmoglossum pulchellum (Bateman ex Lindl.) Schltr., Repert. Spec. Nov. Regni Veg. Beih. 17: 79 (1922).
- Odontoglossum pulchellum var. dormanianum B.S.Williams, Orch.-Grow. Man., ed. 7: 588 (1894).
- Osmoglossum pulchellum f. dormanianum (B.S.Williams) O.Gruss & M.Wolff, Orchid. Atlas: 281 (2007).[1]